# Костанєвець-Рієцький
46°06′ пн. ш. 16°22′ сх. д. / 46.10° пн. ш. 16.37° сх. д.
Костанєвець-Рієцький (хорв. Kostanjevec Riječki) — населений пункт у Хорватії, у Копривницько-Крижевецькій жупанії у складі громади Горня Рієка.

## Населення
Населення за даними перепису 2011 року становило 267 осіб.
Динаміка чисельності населення поселення: